# Priapichthys caliensis
Priapichthys caliensis är en fiskart som först beskrevs av Eigenmann och Henn, 1916.  Priapichthys caliensis ingår i släktet Priapichthys och familjen Poeciliidae. Inga underarter finns listade i Catalogue of Life.